# 加藤和彦作品集
『加藤和彦作品集』（KAZUHIKO KATO SONGBOOK）は、2012年10月3日に日本コロムビアから発売された加藤和彦のコンピレーション・アルバムである。

## 解説
日本コロムビアの「ライターズ・ソングブック・シリーズ」の一環として企画され、加藤和彦の作曲家としての業績にスポットを当てたアルバム。内容は、加藤が1967年から2009年までに制作したなかから、レーベルを越えて選曲された32組のアーティストによる31曲がCD2枚に収録されている。
DISC1にはアイドル・ニューミュージック系の女性歌手への提供曲、DISC2にはフォーク・J-POP系の歌手への提供曲およびカバー・ヴァージョンがそれぞれ収録されており、加藤が在籍したザ・フォーク・クルセダーズやサディスティック・ミカ・バンド、和幸のレパートリーからも選曲されている。

## アートワーク
アートワークは島田光男が手がけ、ジャケットには加藤が好んだタータン・チェックの柄があしらわれ、2枚のCDのレーベル面もそれぞれ赤と緑に塗られている。ライナーノーツはきたやまおさむが手がけており、「世界で一番美味しいケーキを食べた男」と題する文章を寄せている。なお、帯には以下のキャッチコピーが記載された。

## 収録曲 / アーティスト
全作曲：加藤和彦
楽曲の時間表記は当該CDに基づく。
アーティスト名を太字で記載。初発売年月と特記事項を付記。

### DISC 1
女性アーティストへの提供作品を収録
1. 不思議なピーチパイ / 竹内まりや - (4:22)
作詞：安井かずみ、編曲：清水信之
1980年2月シングル発売。
2. ドゥー・ユー・リメンバー・ミー / 岡崎友紀 - (3:40)
作詞：安井かずみ、編曲：加藤和彦
1980年6月シングル発売。
3. 白い色は恋人の色 / ベッツィ&クリス - (2:44)
作詞：北山修、編曲：若月明人
1969年10月シングル発売。
4. 花のように / ベッツィ&クリス - (3:03)
作詞：北山修、編曲：青木望
1970年1月シングル発売。
5. 妖精の詩 / アグネス・チャン - (2:50)
作詞：松山猛、編曲：馬飼野俊一
1973年4月シングル発売。
6. みんな愛されるため / 伊東ゆかり - (2:29)
作詞：北山修、編曲：馬飼野俊一
1970年8月発売のアルバム『ゆかりの贈りもの』収録曲。小野和子や吉田真梨もカバーしている。
7. さりげない二人 / やまがたすみこ - (3:41)
作詞：喜多條忠、編曲：渡辺俊幸
1975年7月発売のシングル「チューニング・ラブ」カップリング曲。
8. チャイナ・ドール / 佐藤奈々子 - (4:11)
作詞：佐藤奈々子、編曲：井上鑑
1979年7月発売のアルバム『Kissing Fish』収録曲。
9. ジャングル・ラブ / 高見知佳 - (3:33)
作詞：安井かずみ、編曲：加藤和彦
1981年3月シングル発売。
10. シルバー・レイン / 宮本典子 - (5:12)
作詞：安井かずみ、編曲：加藤和彦・清水信之
1981年6月シングル発売。
11. 卒業 / 沢田聖子 - (3:01)
作詞：三浦徳子、編曲：国吉良一
1982年1月シングル発売。
12. どきどき旅行 / 岩崎良美 - (3:33)
作詞：安井かずみ、編曲：清水信之
1982年4月シングル発売。
13. 愛・おぼえていますか / 飯島真理 - (5:10)
作詞：安井かずみ、編曲：清水信之
1984年6月シングル発売。
14. ぼっくん!キミがいなきゃ / 伊藤かずえ - (3:40)
作詞：北守花代子、編曲：矢野立美
1986年5月シングル発売。特撮テレビドラマ「もりもりぼっくん」オープニング・テーマ。
15. 愛のめぐり逢い / ジュディ・オング - (4:15)
作詞：安井かずみ、編曲：国吉良一
1987年3月シングル発売。「東芝日曜劇場」第4代オープニング・テーマ。
16. いつまでも好きでいたくて / Wink - (4:41)
作詞：秋元康、編曲：門倉聡
1994年2月シングル発売。

### DISC 2
自演作品や男性アーティストへの提供作品、カヴァー作品などを収録
1. あの素晴しい愛をもう一度 / 加藤和彦と北山修 - (3:13)
作詞：北山修、編曲：葵まさひこ
1971年4月シングル発売。
2. 悲しくてやりきれない / ザ・フォーク・クルセダーズ - (3:08)
作詞：サトウハチロー、編曲：ありたあきら
1968年3月シングル発売。
3. タイムマシンにおねがい / サディスティック・ミカ・バンド - (4:17)
作詞：松山猛、編曲：サディスティック・ミカ・バンド
1974年10月シングル発売。
4. 家をつくるなら / 加藤和彦 - (2:24)
作詞：松山猛、編曲：加藤和彦
1971年10月発売のアルバム『スーパー・ガス』収録曲。
5. 初恋の人に似ている / トワ・エ・モワ - (3:04)
作詞：北山修、編曲：青木望
1970年8月シングル発売。
6. だいじょうぶマイ・フレンド / 乃生佳之 - (4:46)
作詞：安井かずみ、編曲：清水信之
1983年3月シングル発売。
7. 愛のスーパー・マジック / 稲垣潤一 - (4:50)
作詞：安井かずみ、編曲：TOPICS
1986年3月発売のアルバム『REALISTIC』収録曲。
8. パラレル / 吉田拓郎 - (5:12)
作詞：安井かずみ、編曲：加藤和彦
1986年9月発売のアルバム『サマルカンド・ブルー』収録曲。
9. ジャスト・ア・RONIN / 吉田拓郎・加藤和彦 - (4:16)
作詞：安井かずみ、編曲：瀬尾一三
1985年12月シングル発売。映画「幕末青春グラフィティ Ronin 坂本竜馬」劇中歌。
10. 悲しくてやりきれない / 奥田民生 - (3:36)
作詞：サトウハチロー、編曲：奥田民生
2002年3月発売のシングル「花になる」カップリング曲。
11. シンガプーラ / 杏子 - (3:32)
作詞：安井かずみ、編曲：土屋昌巳
2003年8月シングル発売。
12. 白い色は恋人の色 / ザ・フォーク・クルセダーズ - (2:55)
作詞：北山修、編曲：加藤和彦
2002年10月発売のアルバム『戦争と平和』収録。
13. Big-Bang,Bang! (愛的相対性理論) / サディスティック・ミカ・バンド - (4:30)
作詞：松山猛
2006年10月発売。木村カエラを迎えて制作されたアルバム『NARKISSOS』収録曲。
14. スゥキスキスゥ / VITAMIN-Q featuring ANZA - (3:50)
作詞：森雪之丞
2008年12月発売のアルバム『VITAMIN-Q』収録曲。
15. 不思議な日 / 和幸 - (2:55)
作詞：松山猛
2009年2月発売のアルバム『ひっぴいえんど』の通常盤ボーナス・トラックとして収録。
16. 帰って来たヨッパライ / ザ・フォーク・クルセダーズ - (3:21)
作詞：松山猛、きたやまおさむ、編曲：ザ・フォーク・クルセダーズ
1967年12月シングル発売。

## クレジット
- 企画：柿崎譲志・石田雅裕
- A&R：衛藤邦夫
- アート・ディレクション：島田光男
- 編集：藤村良太
- 販売：舩木涼子
- マスタリング：佐藤洋
- Special Thanks：宮脇秀有

## 発売履歴
| 形態 | 発売日        | 品番          | レーベル       | アートワーク | 解説           | リマスタリング | 備考                             |
| ---- | ------------- | ------------- | -------------- | ------------ | -------------- | -------------- | -------------------------------- |
| CD   | 2012年10月3日 | COCP-37459-60 | 日本コロムビア | 島田光男     | きたやまおさむ | 佐藤洋         | 【初出】WRITER'S SONGBOOK SERIES |